# Samsung Galaxy J3 (2017)
Samsung Galaxy J3 (2017) (также известный как «Galaxy J3 Pro») — Android-смартфон производства Samsung Electronics, который был выпущен в июне 2017 года.

## Технические характеристики

### Аппаратная часть
Galaxy J3 (2017) — это смартфон размером 142,3 x 71 x 7,9 миллиметра и весом 138 граммов. Устройство оснащено поддержкой GSM, HSPA, LTE, Wi-Fi 802.11 b/g/n с Wi-Fi Direct и поддержкой точки доступа, Bluetooth 4.2 с A2DP и LE, GPS с A-GPS, GLONASS и BDS, NFC (опционально) и FM-радио. Он имеет порт microUSB 2.0 OTG и вход 3,5-мм аудиоразъёма.
Galaxy J3 (2017) оснащен емкостным сенсорным экраном типа PLS с диагональю 5 дюймов, соотношением сторон 16:9 и разрешением HD 720 x 1280 пикселей (плотность 294 пикселей на дюйм). Корпус изготовлен из алюминия. Литий-ионный аккумулятор емкостью 2400 мАч не является съёмным.
Galaxy J3 (2017) работает на базе Exynos. 7570 SoC, включающий в себя четырехъядерный 1,4 ГГц ARM Cortex-A53 CPU, ARM Mali-T720MP2 GPU с 1,5 (AT&T) или 2 ГБ RAM и 32 ГБ внутренней памяти, которую можно увеличить до 256 ГБ с помощью microSD..
Он оснащен 5,0-дюймовым TFT LCD дисплеем с разрешением HD Ready. Задняя камера на 13 MP имеет диафрагму f/1.9, автофокус, LED вспышку, HDR и Full HD видео. Фронтальная камера имеет 5 МП, также с апертурой f/2.2..

### Программное обеспечение
J3 (2017) изначально поставляется с Android 7.0 «Nougat» и пользовательским интерфейсом Samsung Experience. Обновление до 8.0 «Oreo» стало доступно в августе 2018 года. По состоянию на август 2019 года последняя версия 9. 0 «Pie», включающая One UI, стала доступна..